# La Planche des Belles Filles
La Planche des Belles Filles (1.148 m s.l.m.) è una cima dei Vosgi.

## Geografia
La Planche des Belles Filles è situata nel dipartimento dell'Alta Saona. Essa domina il comune di Plancher-les-Mines, situato a sud-ovest, e proprio all'interno di questo comune si ha l'unico accesso stradale alla cima.

## Ciclismo
La salita che porta a La Planche des Belles Filles presenta 503 m di dislivello (partenza a 532 e arrivo a 1035 m), su uno sviluppo di 5,9 km all'11,5% medio, con punte del 28% sullo strappo finale. La salita presenta 5 tornanti, di cui l'ultimo posto proprio prima del muro finale. La prima volta che il Tour de France arrivò in cima a La Planche des Belles Filles, nel 2012, ad aggiudicarsi la vittoria fu il britannico Chris Froome, mentre in una seconda occasione, nel 2014, il successo andò all'italiano Vincenzo Nibali. Il terzo arrivo in vetta, nel 2017, vide la vittoria di un altro italiano, Fabio Aru (questa sarà la sua ultima vittoria da professionista).
Nel 2019, in una tappa che terminò più in alto del traguardo solito dopo aver percorso ottocento metri di sterrato, vince invece il belga Dylan Teuns. Nell'edizione 2020 (che era una cronometro individuale), lo sloveno Tadej Pogačar vinse la tappa e riuscì a strappare la maglia gialla al connazionale e rivale in classifica Primož Roglič (che era favorito). Inoltre ha stabilito il record di scalata (16'10"), considerando anche il cambio da bici a cronometro a bici da strada.

### Vincitori
| Anno | Tappa | Partenza tappa | Distanza (km) | Categoria GPM | Vincitore       | Tempo  | Maglia gialla   |
| ---- | ----- | -------------- | ------------- | ------------- | --------------- | ------ | --------------- |
| 2012 | 7     | Tomblaine      | 199           | 1             | Chris Froome    | 16'17" | Bradley Wiggins |
| 2014 | 10    | Mulhouse       | 161,5         | 1             | Vincenzo Nibali | 16'40" | Vincenzo Nibali |
| 2017 | 5     | Vittel         | 160,5         | 1             | Fabio Aru       | 16'13" | Chris Froome    |
| 2019 | 6     | Mulhouse       | 160,5         | 1             | Dylan Teuns     |        | Giulio Ciccone  |
| 2020 | 20    | Lure           | 36,2 (TT)     | 1             | Tadej Pogačar   | 16'10" | Tadej Pogačar   |
| 2022 | 7     | Tomblaine      | 176,3         | 1             | Tadej Pogačar   |        | Tadej Pogačar   |